# Belleplain
Belleplain – jednostka osadnicza w Stanach Zjednoczonych, w stanie New Jersey, w hrabstwie Cape May.